# 仙迪亞·羅芙洛
仙迪亞·安·克麗絲汀·羅芙洛（英語：Cynthia Ann Christine Rothrock，1957年3月8日—），美國女武術家和武打演员，知名於多種武術類型中擁有七條黑帶，使她在成為演員之前曾是武術界的高水準之競爭對手。
羅芙洛也以出演過多部動作片而聞名。在1980年代間，還曾與楊紫瓊在香港電影《皇家師姐》（1985年）中擔任共同主演，之後又在香港拍了七部電影，這使她成為在香港本土電影界為數不多真正獲得知名度的西方演員之一。

## 早期生活
仙迪亞·羅芙洛出生於特拉华州威尔明顿，主要在賓夕法尼亞州斯克蘭頓長大。她從13歲時就開始上武術課。

## 個人生活
羅芙洛於21歲那年與她的功夫教練歐內斯特·羅芙洛（Ernest Rothrock）結婚，但最終以離婚收場。她育有名為絲凱爾·蘇菲·羅芙洛（Skylar Sophia Rothrock）的女兒。
八十年代在香港拍戲時，她與香港武打演員及動作指導孟海有一段歷時五年的感情。
她目前是武術教練，在加利福尼亞州斯蒂迪奧城共同擁有一家武術工作室（隸屬武術工作室Z-Ultimate Self Defense Studios旗下）。

## 外部連結
- 官方网站
- 仙迪亞·羅芙洛在互联网电影资料库（IMDb）上的資料（英文）
- 在AllMovie上仙迪亞·羅芙洛的頁面（英文）
- 仙迪亞·羅芙洛在香港影庫上的簡介